# 플레이노
플레이노(Plano, IPA: [ˈpleɪnoʊ])는 미국 남부 텍사스주에 있는 도시이다. 인구는 222,030명이다. (2000년 기준) 텍사스주 북부, 댈러스 교외에 위치하는 위성도시이다. 댈러스의 동북쪽에 위치하며, 19세기에 철도의 통과점으로 건설되었으나, 오랫동안 한적한 마을로 남아 있었다. 본격적인 발전은 1960년대 이후부터 이루어졌다. 댈러스와 여러 개의 고속도로로 연결되면서 교통이 편리해지고, 많은 기업이 들어서면서 인구가 급증하였다. 2010년 기준으로, 플레이노에 거주하는 총 인구는 25만 9841명이다. 텍사스주에서 9번째로 큰 도시이며, 미국을 통틀어선 71번째로 큰 도시이다. 플레이노는 댈러스 메트로폴리탄(DFA)지역에 포함되는 도시 이기도 하다. 플레이노는 미국에서도 살기 좋은 도시로 알려져있다. 2005년에는 CNN Money 잡지에서 미 서부에서 가장 살기좋은 도시에 포함되었다. 2008년에는 경제지 포브스에서 플레이노를 달라스에서 가장 살기 좋은 지역으로 달라스의 전통적인 부촌인 Highland Park, University Park와 함께 선정하였다.

## 주민
플레이노 인구의 58.4%는 백인, 8%는 흑인, 14.4%는 히스패닉이며, 0.36%는 인디언, 18.10%는 동양인, 그리고 0.04%는 동남아시아 계통의 주민들이다.
| 인구조사              | 인구    | Note  | %±     |
| --------------------- | ------- | ----- | ------ |
| 1870년                | 155     |       | —      |
| 1880년                | 556     |       | 258.7% |
| 1890년                | 842     |       | 51.4%  |
| 1900년                | 1,304   |       | 54.9%  |
| 1910년                | 1,258   |       | −3.5%  |
| 1920년                | 1,715   |       | 36.3%  |
| 1930년                | 1,554   |       | −9.4%  |
| 1940년                | 1,582   |       | 1.8%   |
| 1950년                | 2,126   |       | 34.4%  |
| 1960년                | 3,695   |       | 73.8%  |
| 1970년                | 17,872  |       | 383.7% |
| 1980년                | 72,331  |       | 304.7% |
| 1990년                | 128,713 |       | 77.9%  |
| 2000년                | 222,030 |       | 72.5%  |
| 2010년                | 259,841 |       | 17.0%  |
| 2019 (추산)           | 287,677 | [ 1 ] | 10.7%  |
| U.S. Decennial Census |         |       |        |

## 경제
2010년 기준으로, 플레이노에 본사를 두고 있는 대기업은 Alliance Data, Cinemark Theatres, Dell Services, Dr Pepper Snapple Group(구 캐드베리 슈웹스 아메리카스 베버리지스), Ericsson, Frito-Lay, HP Enterprise Services, Huawei, J.C. Penney, Pizza Hut, Rent-A-Center, Traxxas, Siemens PLM Software, 등등이 있다.

## 도시 평가
미국 센서스국이 26일 발표한 소득 및 빈곤에 관한 연례 보고서에 따르면 플레이노는 소득이 가장 높은 것으로 나타나면서, 미국 최고의 부자도시로 선정되었다. 하지만, 센서스국에서 발표한 결과에 대해서 플레이노 시의 자선단체들의 의견은 분분하였다. 그들은 이런 통계가 플레이노 내의 빈곤층의 증가에 대해서는 간과한 상태에서 이뤄졌다고 지적하였다. 특히 플레이노 동부 지역에 빈곤층이 집중돼 있는 것으로 알려져 있다. '가장 부요한 도시'라는 라벨은 도시 명성과 깊은 관계가 있지만, 오해의 소지도 있다는 게 사람들의 지적이다. 플레이노에는 대저택도 있고 부자도 많지만, 또 한편으로는 매일 매일 살기에 힘든 사람들도 있다는 것이다. 플레이노 시 관계자들의 말에 따르면, '포춘 500(미국 경제지 포춘에서 매년 지정하는 대기업 500곳)' 대형 회사들과 서쪽 지역의 Willow Bend 와 같은 부촌의 대저택들이 있는 전원분위기, 그리고 열기구 축제(Balloon Festival) 등의 도시라는 이미지와 함께 복잡하고 다양한 인종이 모인 여타 도시와 다를 바 없다는 점도 숨기고 싶어하지 않았기에, 이런 일방적인 도시 이미지에 대해 당혹해 하고 있다는 전언이다.

## 자매 도시
- 러시아 이바노보
- 캐나다 브램튼
- 멕시코 산 페드로
- 중화민국 신주 시
- 오스트레일리아 포트 애들레이드 앤필드
- 필리핀 마리키나

## 같이 보기
- 프리스코 (텍사스주)
- 매키니 (텍사스주)